# Rolling Quartz
Rolling Quartz (kor: 롤링쿼츠) ist eine südkoreanische Rockband. Die Gruppe besteht aus fünf Musikerinnen und ist seit Dezember 2020 unter Rolling Star Entertainment aktiv.

## Geschichte
„Rolling Quartz“ entstand im August 2019 als Zusammenschluss der zwei bereits bestehenden Gruppen „Rolling Girlz“ und „Rose Quartz“. In ihrem ersten Jahr trat die fünfköpfige Gruppe Rolling Quartz hauptsächlich in Clubs auf, besonders im Szenestadtviertel Hongdae in Seoul. Aufgrund der Corona-Pandemie konzentrierte sich die Gruppe ab 2020 auf eine starke Präsenz in den sozialen Medien.
Im Juni 2020 war die Gruppe auf der Single Random des Produzentenduos 015B zu hören.
Ihr offizielles Debüt machte die Gruppe Rolling am 30. Dezember 2020 mit der Single Blaze, zu der auch ein Musikvideo veröffentlicht wurde. Das Musikvideo wurde von Zanybros produziert. Alle Bandmitglieder waren an der Produktion der Debütsingle, deren Komposition, Arrangement und Text, beteiligt.
Am 10. Januar 2021 nahm die Band an dem Livestream Event Ambitious Girls Rock 1 zusammen mit anderen weiblichen Rockbands aus Korea und Japan, wie Vincit, Velvet Sighs, and Brats, teil. Im Januar wurde auch die Single Blaze als Single-Album veröffentlicht, welche zusätzlich die instrumentelle Version des Songs enthielt. Der erste Musicshow Auftritt folgte im Februar auf M Countdown.
Im August 2020 führte Rolling Quarts zusammen mit der amerikanischen Pop-Sängerin AleXa eine Rock-Version ihrer Single Xtra auf MTV Asia auf.
Im Februar 2022 veröffentlichte Rolling Quartz ihre erste EP Fighting!. Die EP schaffte es in die Top 5 der US Rockalbum Charts auf iTunes, was bisher keine koreanische Indie-Band geschafft hatte.

## Diskografie

### EPs
| Jahr | Titel Musiklabel                             | Höchstplatzierung, Gesamtwochen, AuszeichnungChartsChartplatzierungen (Jahr, Titel, Musiklabel, Platzierungen, Wochen, Auszeichnungen, Anmerkungen) | Anmerkungen                                                            |
| Jahr | Titel Musiklabel                             | KR | Anmerkungen                                                            |
| ---- | -------------------------------------------- | --- | ---------------------------------------------------------------------- |
| 2022 | Fighting (화이팅) Rolling Star Entertainment | KR38 (1 Wo.)KR | Erstveröffentlichung: 8. Februar 2022 Formate: CD, Download, Streaming |
| 2024 | Victory Rolling Star Entertainment           | KR85 (1 Wo.)KR | Erstveröffentlichung: 19. Juni 2024 Formate: CD, Download, Streaming   |

### Single-Alben
| Jahr | Titel Album                                    | Höchstplatzierung, Gesamtwochen, AuszeichnungChartsChartplatzierungen (Jahr, Titel, Album, Platzierungen, Wochen, Auszeichnungen, Anmerkungen) | Anmerkungen                                                               |
| Jahr | Titel Album                                    | KR | Anmerkungen                                                               |
| ---- | ---------------------------------------------- | --- | ------------------------------------------------------------------------- |
| 2021 | Blaze (블레이즈) Rolling Star Entertainment    | KR67 (2 Wo.)KR | Erstveröffentlichung: 21. Januar 2021 Formate: CD, Download, Streaming    |
| 2022 | Hybrid (하이브리드) Rolling Star Entertainment | — | Erstveröffentlichung: 26. Oktober 2022 Formate: CD, Download, Streaming   |
| 2023 | Fearless Rolling Star Entertainment            | KR67 (1 Wo.)KR | Erstveröffentlichung: 20. September 2023 Formate: CD, Download, Streaming |

### Singles
- 2020: Blaze (블레이즈)
- 2022: Delight
- 2022: Good Night
- 2022: Nazababara
- 2023: Fearless
- 2023: Reminiscence (회상)
- 2024: Stand Up
- 2024: Victory